# 제24회 세자르상
제24회 세자르상은 1999년 3월 6일에 열린 시상식이다. 영화 예술 및 기술 아카데미(Académie des Arts et Techniques du Cinéma)가 주관한 1998년 최고의 프랑스 영화에 수여되는 시상식으로, 1999년 3월 6일 파리 (프랑스)의 테아트르 데 샹젤리제(Théâtre des Champs-Élysées)에서 열렸다. 행사는 이자벨 위페르가 의장을 맡았고 앙투안 드콘가 사회를 맡았다. 천사들이 꿈꾸는 세상(Dreamlife of Angels)이 최우수 영화상을 수상했다.

## 수상 및 후보

### 작품상
- 천사들이 꿈꾸는 세상 -  Erick Zonca 수상

### 여우주연상
- 육체의 학교 - 이자벨 위뻬르

## 같이 보기
- 제71회 아카데미상
- 제52회 영국 아카데미 영화상
- 제11회 유럽 영화상